# Вулиця Угнівська
Вулиця Угнівська — вулиця у Шевченківському районі міста Львова, у місцевості Клепарів. Пролягає від перехрестя вулиць Варшавської, Липинського та Клепарівської на схід, у бік вулиці Плетенецького, завершується глухим кутом. Первісно пролягала до вулиці Плетенецького, наприкінці XX — на початку XXI століття була значно скорочена через нове житлове будівництво.

## Історія
Вулиця виникла у першій третині XX століття, не пізніше 1931 року отримала назву вулиця Тетмаєра, на честь польського поета, прозаїка та драматурга Казимежа Тетмаєра (за іншими джерелами вулиця названа на честь його старшого брата, художника Влодзімежа Тетмаєра). За радянських часів, у 1950 році її перейменували на вулицю Фучика, на честь чеського комуністичного письменника Юліуса Фучика. Сучасну назву вулиця має з 1992 року, на згадку про місто Угнів на Львівщині.
Забудову вулиці Угнівської складають одно- та двоповерхові кам'янички першої половини XX століття, зведені у стилях сецесії та конструктивізму. Будинок № 2 виділяється оригінальним сецесійним оздобленням фасаду.